# Bolivinidae
Bolivinidae es una familia de foraminíferos bentónicos de la superfamilia Bolivinoidea, del suborden  Buliminina y del orden Buliminida. Su rango cronoestratigráfico abarca desde el Turoniense (Cretácico superior) hasta la Actualidad.

## Discusión
Clasificaciones previas incluían Bolivinidae en el suborden Rotaliina y/o orden Rotaliida.

## Clasificación
Bolivinidae incluye a los siguientes géneros:
- Afrobolivina †
- Altistoma †
- Bolivina
- Bolivinellina
- Brizalina
- Gabonita †
- Grimsdaleinella †
- Latibolivina
- Loxostomoides †
- Lugdunum
- Parabolivina
- Pseudobrizalina
- Tappanina †

Otro género considerado en Bolivinidae pero habitualmente clasificado en otra familia es:
- Laterostomella, generalmente incluido en la Familia Heterohelicidae de la superfamilia Heterohelicacea del orden Globigerinida.

Otros géneros considerados en Bolivinidae son:
- Aphelophragmina, aceptado como Bolivina
- Clidostomum, aceptado como Bolivina
- Ezzatina
- Gabonella, sustituido por Gabonita
- Grammostomum, aceptado como Bolivina
- Proroporus, aceptado como Bolivina